# Nationaal Park Narew
Nationaal Park Narew (Pools: Narwiański Park Narodowy) is een nationaal park in Polen. Het park ligt in de woiwodschap Podlachië. Het park werd opgericht in 1996 en is 73,5 vierkante kilometer groot. Het nationaal park omvat de vallei van de boven-Narew met moerassen en bossen van schietwilg of zwarte els.  In het park leven eland, bever, otter, 22 vissoorten en 179 vogelsoorten (waaronder de bruine kiekendief, het symbool van het park). 
Babia Góra · 
Białowieża · 
Biebrza · 
Bieszczady · 
Bory Tucholskie · 
Drawa · 
Gorce · 
Gór Stołowych · 
Kampinos · 
Karkonosze · 
Magura · 
Narew · 
Ojców · 
Pieniny · 
Poleski · 
Roztocze · 
Słowiński · 
Świętokrzyski · 
Tatra · 
Wartamonding · 
Wielkopolska · 
Wigry · 
Wolin